# Tegosa nazaria
Tegosa nazaria är en fjärilsart som beskrevs av Felder 1867. Tegosa nazaria ingår i släktet Tegosa och familjen praktfjärilar. Inga underarter finns listade i Catalogue of Life.